# Nimitz Class
Nimitz Class ist der erste Marine-Thriller der Admiral Morgan Reihe, geschrieben von Patrick Robinson, aus dem Jahr 1997. 1998 erschien die deutschsprachige Ausgabe. In dem Buch geht es um Admiral Morgan, der zusammen mit Bill Baldrige versucht, die mysteriöse Vernichtung eines US-Flugzeugträgers, bezeichnet als USS Thomas Jefferson (einem fiktivem Flugzeugträger der Nimitz-Klasse), aufzuklären und den Täter zur Strecke zu bringen.

## Handlung
Am 3. Juli 2002 wird ein Trägerverband, dessen Flaggschiff die Thomas Jefferson ist, von einer gigantischen Explosion erschüttert. Eines der Schiffe des Verbandes, die Port Royal, ein Kreuzer der Ticonderoga-Klasse, übernimmt das Kommando über den schwer beschädigten Verband. Alle Schiffe, mit Ausnahme der U-Boote, sind leicht bis schwer beschädigt.
Als die Regierung zugibt, nicht zu wissen, was zur Explosion geführt hat, gibt es in den Medien einen Aufschrei. Nach einem Treffen aller wichtigen bzw. ranghohen Navy-Vertreter heißt es, der Vorfall müsse als Unfall zu den Akten gelegt werden, auch wenn sich die Navy-Vertreter sicher seien, dass es vermutlich kein Unfall war. Nur Korvettenkapitän Bill Baldrige glaubt irgendwie die Annahme eines Unfalls widerlegen zu können. Aufgrund der Freundschaft seines Bruders zum Präsidenten, der auf der Thomas Jefferson als Gruppenoperationsoffizier diente und nun tot ist, darf er seine Beweise vortragen.
Zusammen mit Admiral Morgan findet er immer mehr Hinweise, die Bill zuerst nach England bzw. nach Schottland führen und anschließend nach Israel. Im Laufe der Zeit kann er so herausfinden, dass hinter dem Anschlag ein Russisches U-Boot der Kilo-Klasse steckt, welches von einem Terroristen angemietet wurde. Mit Hilfe von Falschinformationen schaffte er es, die Mannschaft inklusive der Offiziere dazu zu bewegen, die Thomas Jefferson anzugreifen.
Inzwischen hat Bill Baldrige zusammen mit Admiral MacLean den Bosporus mit einem U-Boot durchtaucht, sodass auch der Präsident nun diese These mit dem Kilo-U-Boot unterstützt. Kurz darauf gelingt es, dass Kilo Süd-Östlich von den Falklandinseln zu orten, woraufhin die Columbia dorthin gesandt wird, um dieses abtrünnige Kilo zu versenken, mit Einverständnis der Russischen Regierung. Dies gelingt, und kein Mitglied der Besatzung, die auf dem Weg nach Chile war, überlebt.
Doch bei der späteren Analyse der Versenkung, findet Bill Baldrige einen Hinweis darauf, dass der Terrorist, bereits vorher von Bord gegangen sein muss: Als das Kilo beschossen wurde, versuchte es mittels eines „Irren Iwans“ auszuweichen, der Terrorist ist jedoch in England ausgebildet worden, und hätte befohlen, da er, wenn er an Bord war das Kommando hatte, ein anderes Manöver auszuführen. Am Ende des Buches sendet der Mossad die Besitztümer des Terroristen, um anzudeuten, dass er eliminiert wurde.

## Figuren

### Oberste Militärführung
- Der Präsident der Vereinigten Staaten; Oberkommandierender der US-Streitkräfte (im Laufe der Bücher wird bekannt, dass er  John Clark heißt)
- General Josh Paul; Vorsitzender der Vereinigten Stabschefs

### Die Trägerkampfgruppe
- Konteradmiral Zack Carson; Flaggoffizier
- Captain Jack Baldrige; Einsatzleiter der Gruppe
- Captain Carl Rheinegen; Kapitän der Jefferson
- Lt. William R. Howell; Pilot einer F-14
- Lt. Freddie Larsen; Radarbeobachter
- Fähnrich zur See Jim Adams;
- Captain Art Barry; Kommandant der Arkansas
- Korvettenkapitän Chuck Freeburg, Anti-U-Boot-Offizier (ASWO) auf der Hayler
- Lt. Joe Farell; Marinepilot

### Oberkommando der US Navy
- Admiral Scott F. Dunsmore; Chef der Marineoperationen – CNO
- Vizeadmiral Freddie Roberts; Vize-CNO
- Admiral Gene Sadowski; Oberkommandierender Pazifik-Kommando
- Admiral Albie Lambert; Oberkommandierender der Pazifik-Flotte
- Vizeadmiral Schnider; Leiter des Marinegeheimdienstes
- Vizeadmiral Archie Carter; Kommandant der siebten Flotte

### Angehörige der US Navy
- Korvettenkapitän Bill Baldrige; Marinegeheimdienst
- Korvettenkapitän Jay Bamberg; Adjutant des CNO

### USS Columbia
- Fregattenkapitän Cale (Boomer) Dunning; Kommandant
- Korvettenkapitän Jerry Curan; Waffensystemoffizier
- Korvettenkapitän Lee O’Brien; Ingenieur im Offiziersrang
- Korvettenkapitän Mike Krause; Leitender Offizier
- Lt. David Wingate; Navigationsoffizier

### US Navy-SEALs
- Admiral John Bergstrom; Kommandant, Special War Command (SPECEARCOM)
- Lt. Russel Bennet; Zugführer, Seal Team Nummer drei
- Fregattenkapitän Ray Banford; Mission Controller bei den SEALs
- Oberleutnant zur See David Mills; Tauchbootführer bei den SEALs

### Politiker und Stab des Präsidenten
- Robert MacPherson; Verteidigungsminister
- Harcourt Travis; Außenminister
- Dick Stafford; Pressesprecher des Weißen Hauses
- Sam Haynes, Nationaler Sicherheitsberater
- Louis Fallon; Stabschef des Weißen Hauses

### CIA-Offiziere
- Jeff Zepeda; Iran-Experte
- Major Ted Lynch; Finanzspezialist für den Mittleren Osten

### Familienangehörige
- Grace Dunsmore; Frau des CNO
- Elizabeth Dunsmore; Tochter des CNO
- Emily Baldrige; Mutter von Jack und Bill
- Ray Baldrige; Bruder von Jack und Bill
- Margaret Baldrige; Frau von Jack

### Angehörige derRoyal Navy
- Admiral Sir Peter Elliott; Flaggoffizier der U-Boote (FOSM)
- Captain Dick Greenwood; Stabschef des FOSM
- Lt. Andrew Waites; Flaggleutnant
- Admiral Sir Iain MacLean; FOSM im Ruhestand
- Korvettenkapitän Jeremy Shaw; Kommandant der HMS Unseen

### Familienmitglieder
- Lady MacLean; Annie, Gattin von Sir Iain
- Laura Anderson; Tochter von Annie und Sir Iain

### Hochrangige Ausländische Offiziere
- General David Gavron; Militärattaché, Israelische Botschaft, Washington
- Vizeadmiral Witali Rankow; Leiter des Russischen Marinegeheimdienstes

### Ausländische Marineangehörige
- Vollmatrose Karim Aila; Dockwächter Iranische Marine
- Lt. Juri Sapronow; Russische Marine, Sewastopol

## Rezensionen
Der Englische Verlag Kirkus Review bewertete Robinsons Debüt-Thriller äußerst positiv.

„Ein höllischer Technothriller und ein beeindruckendes Debüt des britischen Autors Robinson.“

## Veröffentlichungen
Erschienen im Heyne Verlag, gebundenes Buch ISBN 3-453-12908-3